# Masdevallia strumosa
Masdevallia strumosa är en orkidéart som beskrevs av Pedro Ortiz Valdivieso och E.Calderón. Masdevallia strumosa ingår i släktet Masdevallia och familjen orkidéer. Inga underarter finns listade i Catalogue of Life.